# توم هابشيد
توم هابشيد (من مواليد 11 أغسطس 1986) هو لاعب رياضي برالمبي من لوكسمبورج. احرز الميديالية الفضية مرتين في بطولة العالم لألعاب القوى لذوي الاحتياجات الخاصة، ايضاً حصل على الميدالية الفضية لستة مرات في بطولة العالم لألعاب القوى لذوي الاحتياجات الخاصة الأوروبية.
مثل هابشيد بلاده لوكسمبورج في احداث الألعاب البارالمبية الصيفية 2016 التي اقيمت في ريو دي جانيرو، البرازيل ودورة الألعاب البارالمبية الصيفية 2020 التي اقيمت في طوكيو، اليابان. فاز هابشيد بالميدالية البرونزية في دورة الألعاب البارالمبية الصيفية 2024 في باريس، فرنسا، ليصبح أول ميدالية تفوز بها لوكسمبورج منذ دورة الألعاب البارالمبية الصيفية عام 1984.

## حياة مهنية
احرز هابشيد الميدالية الفضية في مسابقة رمي القرص للرجال  ضمن فئة F42 في بطولة أوروبا لألعاب القوى لذوي الاحتياجات الخاصة 2014 المقامة في سوانزي بالمملكة المتحدة. ايضاً في عام 2016، مثل لوكسمبورج في دورة الألعاب البارالمبية الصيفية 2016 التي اقيمت في ريو دي جانيرو، البرازيل. حصل على المركز السابع في مسابقة دفع الجلة للرجال ضمن فئة F42. في عام 2017، فاز بالميدالية الفضية برقم شخصي جديد بلغ 46.83 متراً في مسابقة رمي القرص للرجال ضمن فئة F42 في بطولة العالم لألعاب القوى لذوي الاحتياجات الخاصة 2017 التي أقيمت في لندن، المملكة المتحدة.
اصدرت الاتحادات البارالمبية العالمية في بداية عام 2018،قرارات يتغييرات في التصنيفات وحُسب هابشيد من ذلك العام رياضيًا مصنفًا في الفئة T63، وهي فئة مخصصة للرياضيين الذين يعانون من بتر واحد فوق الركبة. وفي ذلك العام، فاز بالميدالية الفضية في منافسات رمي القرص للرجال ضمن فئة F63 ودفع الجلة للرجال ضمن فئة F63 في بطولة العالم لألعاب القوى لذوي الاحتياجات الخاصة الأوروبية 2018  التي اقيمت في برلين، ألمانيا.
فاز هابشيد بالميدالية الفضية في عام 2019ضمن مسابقة دفع الجلة للرجال من فئة F63 في بطولة العالم لألعاب القوى لذوي الاحتياجات الخاصة التي أقيمت في دبي، الإمارات العربية المتحدة. كما حقق رقمًا قياسيًا عالميًا جديدًا قدره 15.10 مترًا. ايضاً احرز الميدالية الفضية في عام 2021، ضمن مسابقة دفع الجلة للرجال من فئة F63 في بطولة العالم لألعاب القوى لذوي الاحتياجات الخاصة الأوروبية التي أقيمت في بيدغوشتش، بولندا. حصل على المركز الرابع في مسابقة دفع الجلة للرجال من فئة F63 في دورة الألعاب البارالمبية الصيفية 2020 التي أقيمت في طوكيو، اليابان.

## الإنجازات
| العام           | المسابقة                         | المكان                        | المركز          | ملاحظة          |                 |
| تمثيل لوكسمبورغ | تمثيل لوكسمبورغ                  | تمثيل لوكسمبورغ               | تمثيل لوكسمبورغ | تمثيل لوكسمبورغ | تمثيل لوكسمبورغ |
| --------------- | -------------------------------- | ----------------------------- | --------------- | --------------- | --------------- |
| 2014            | البطولات الأوروبية               | سوانسي، المملكة المتحدة       | الثاني          | رمي القرص F42   | 40.42           |
| 2016            | البطولات الأوروبية               | غروسيتو، إيطاليا              | الثاني          | رمي القرص F42   | 45.41           |
| الثالث          | رمي الجلة F42                    | 12.98                         |                 |                 |                 |
| 2017            | بطولات العالم                    | لندن، المملكة المتحدة         | الثاني          | رمي القرص F42   | 46.83           |
| 2018            | البطولات الأوروبية               | برلين، ألمانيا                | الثاني          | رمي القرص F63   | 46.22           |
| الثاني          | رمي الجلة F63                    | 14.03                         |                 |                 |                 |
| 2019            | بطولات العالم                    | دبي، الإمارات العربية المتحدة | الثاني          | رمي الجلة F63   | 15.10           |
| 2021            | البطولات الأوروبية               | بيدغوشتش، بولندا              | الثاني          | رمي الجلة F63   | 14.53           |
| 2024            | الألعاب البارالمبية الصيفية 2024 | باريس، فرنسا                  | الثالث          | رمي الجلة F63   | 14.97           |

## روابط خارجية
- توم هابشيد في اللجنة البارالمبية الدولية